# Oberstleutnant

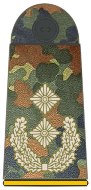
Actual insignia de hombrera para un Oberstleutnant en el Ejército Alemán.

Oberstleutnant es un rango del Ejército alemán y del Arma Aérea alemana equivalente a teniente coronel, y está sobre el major (mayor o comandante), y por debajo del Oberst (coronel).
Hay dos grados de pago asociados al rango de Oberstleutnant. El grado de pago A14 es un sueldo nivel estándar mientras que el A15 se le asigna a los Oberstleutnant de alto nivel.
A los Oberstleutnant del Estado Mayor o la Reserva se le agregan las denominaciones de "im Generalstabsdienst" (i.G.), "der Reserve" (d.R.), y su cargo queda así: "OTL i.G." o "OTL d.R.".
Los Oberstleutnant que están definitivamente retirados se describen como "außer Dienst" (a.D.).
Durante la Segunda Guerra Mundial, las SS tenían un rango equivalente conocido como Obersturmbannführer.